# 卡萨利亚德拉谢拉
卡萨利亚德拉谢拉，是西班牙安达卢西亚自治区塞维利亚省的一个市镇。总面积357平方公里，总人口5145人（2001年），人口密度14人/平方公里。